# Blankenberge
Blankenberge (prononcé en néerlandais [blɑŋkənbɛrɣə]), parfois appelé Blankenberghe en français, (prononcé en français [blankənbɛʁɡ], [blɑ̃kɛnbɛʁɡ] ou [blɑ̃kənbɛʁɡ]) est une ville côtière, néerlandophone de Belgique située en Région flamande dans la province de Flandre-Occidentale.
C'est une station balnéaire au bord de la mer du Nord très populaire se trouvant entre Zeebruges et Le Coq.
La popularité de Blankenberge en fait sans conteste une des stations balnéaires les plus fréquentées de la côte. L'activité bat son plein sur l'immense plage et sur la digue émaillée de nombreux commerces, cafés, restaurants et tea-rooms.

## Histoire

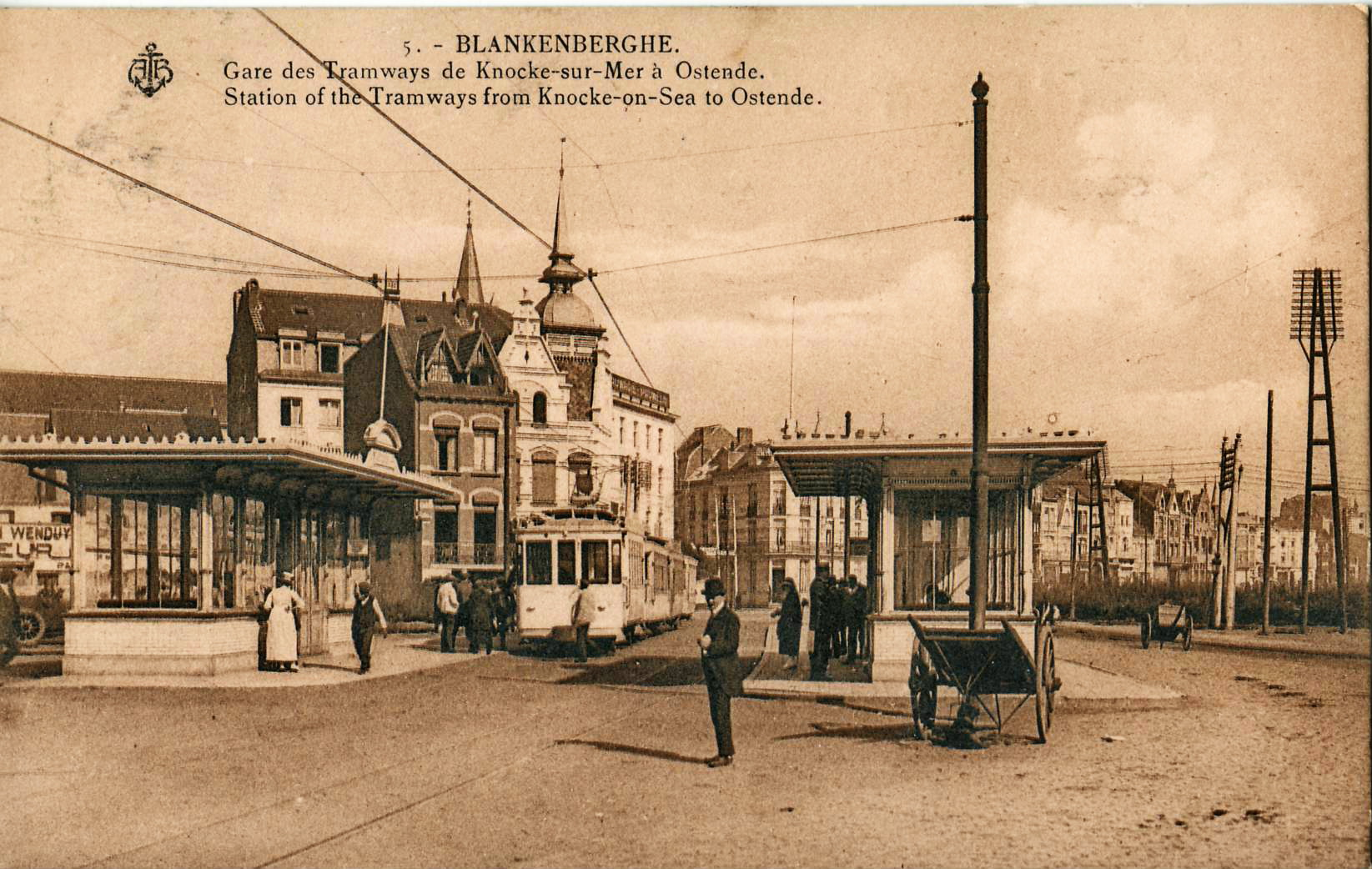
La station est desservie depuis 1890 par le tramway de la côte belge.

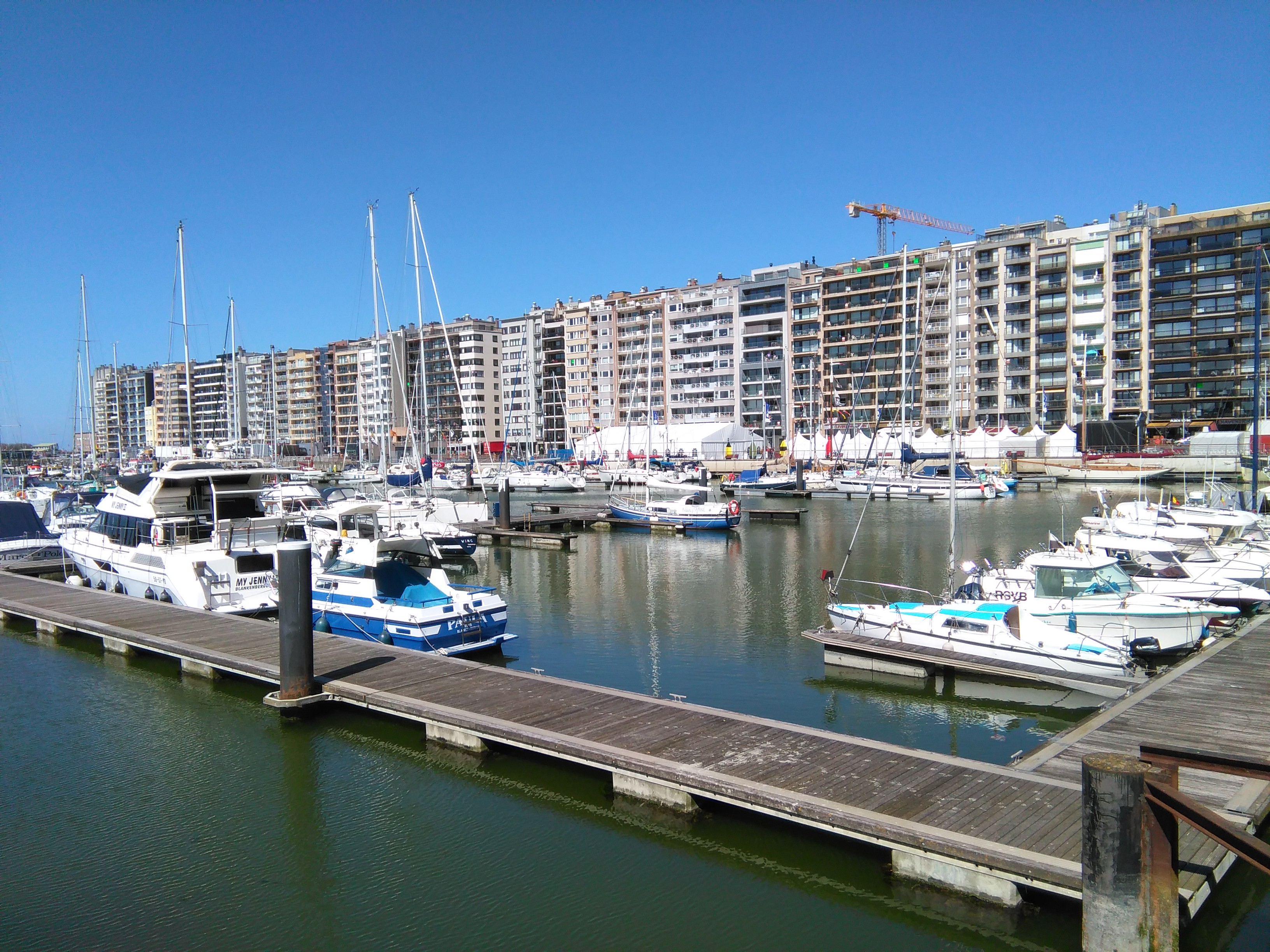
Vue sur le port de Blankenberge.

### Origines
Cette région a connu une occupation préhistorique et elle était occupée à l'époque romaine et gallo-romaine, dont il subsiste peu de traces. Il ne subsiste pas non plus grand-chose du paysage côtier d'origine, la façade maritime ayant été très artificialisée.

### Cité balnéaire
Jadis, les gens disposaient de moins de temps libre ou ne pouvaient simplement pas s'octroyer de vacances. Le tourisme à la côte était très limité.
Ce sont les Brugeois qui découvrirent les premières joies de l'eau et de la plage. Aux alentours de 1750, ils se rendaient sporadiquement à Blankenberge qui est peu à peu devenue une cité balnéaire.
Elle est aujourd'hui parfois surnommée « Bruxelles-sur-Mer ».

### Pêcherie
Les premières activités de pêche datent déjà du XIe siècle. La marine comptait au XIIe siècle plus de 60 bateaux. On construisit au XVe siècle un ponton dans les environs du phare, une construction qui a servi jusqu'au début du XVIe siècle. Les pêcheurs de Blankenberge allaient en barges qui abordaient à la plage. Ils demandèrent quand même un port à la fin du XIe siècle. Ils durent attendre jusqu'en 1871 pour l'ouverture d'un chenal de navigation avec un appontement. La pêcherie recula durant la période entre les deux guerres mondiales et disparut en 1945. Le port fut détruit par les Allemands.
On reconstruisit un port pour les bateaux de plaisance en 1955. Le port a encore connu deux extensions et héberge actuellement 1 000 bateaux.

## Géographie
Blankenberge est composée de deux anciennes communes fusionnées, Blankenberge et Uitkerke. L'agglomération de Blankenberge couvre la quasi-totalité de la commune fusionnée, et forme un ensemble avec le centre de Uitkerke.

### Carte

Blankenberge, communes fusionnées et voisines. Les zones en jaune représentent les agglomérations.

### Sections de la commune
| # | Section          | Superf. (km2) | Habitants (2020) | Habitants par km2 | Code INS |
| - | ---------------- | ------------- | ---------------- | ----------------- | -------- |
| 1 | Blankenberge (I) | 3,54          | 12 696           | 3 582             | 31004A   |
| 2 | Uitkerke (II)    | 15,48         | 7 757            | 501               | 31004B   |

### Communes limitrophes
- a. Lissewege (et les villages de Zeebruges et Zwankendamme) (ville de Bruges)
- b. Zuienkerke (commune de Zuienkerke)
- c. Nieuwmunster (commune de Zuienkerke)
- d. Wenduine (commune de Le Coq).

## Héraldique
|  | La commune possède des armoiries qui lui ont été octroyées le 9 janvier 1841 et confirmées le 13 octobre 1987. La base de l'écu montre trois montagnes. Si on pouvait traduire le nom Blankenberge, il signifierait « blanche montagne ». La signification de la barre d'argent sur un champ noir n'est pas connue. Elle pourrait être inspirée par la famille Van Borssele, une importante dynastie de la région. Le plus vieux sceau de la ville, connu depuis 1330, montre un roc blanc sur un poisson dans la mer. Un deuxième sceau connu depuis 1542, montre la même composition mais avec deux étoiles au-dessus du rocher. Les armoiries actuelles sont mentionnées pour la première fois en 1697. Ces armoiries sont des armes parlantes. Blasonnement : De sable à la fasce d'argent soutenue d'un mont à trois coupeaux du même. Source du blasonnement : Heraldy of the World. |

## Démographie

### Évolution démographique: avant la fusion des communes
- Sources : INS, Rem. : 1831 jusqu'en 1970 = recensements, 1976 = nombre d'habitants au 31 décembre[5].

### Évolution démographique: commune fusionnée
En tenant compte des anciennes communes entraînées dans la fusion de communes de 1977, on peut dresser l'évolution suivante :
- Source : DGS, de 1831 à 1981 = recensements population ; à partir de 1990 = nombre d'habitants chaque 1er janvier[6].

## Transports

### Train
La gare de Blankenberge est desservie par des trains de la Société nationale des chemins de fer belges (SNCB). Il existe également un train spécial luxembourgeois affrété par la CFL, reliant la gare à celle de Luxembourg-Ville car la station balnéaire est très prisée par les Luxembourgeois.

### Tram
Le tramway de la côte belge, appelé en néerlandais « De Kusttram » (« le tram du littoral »), dessert également la ville. Il longe la mer du Nord depuis La Panne, près de la frontière française, jusqu'à Knokke-Heist, à la limite de la frontière des Pays-Bas.

### Mer

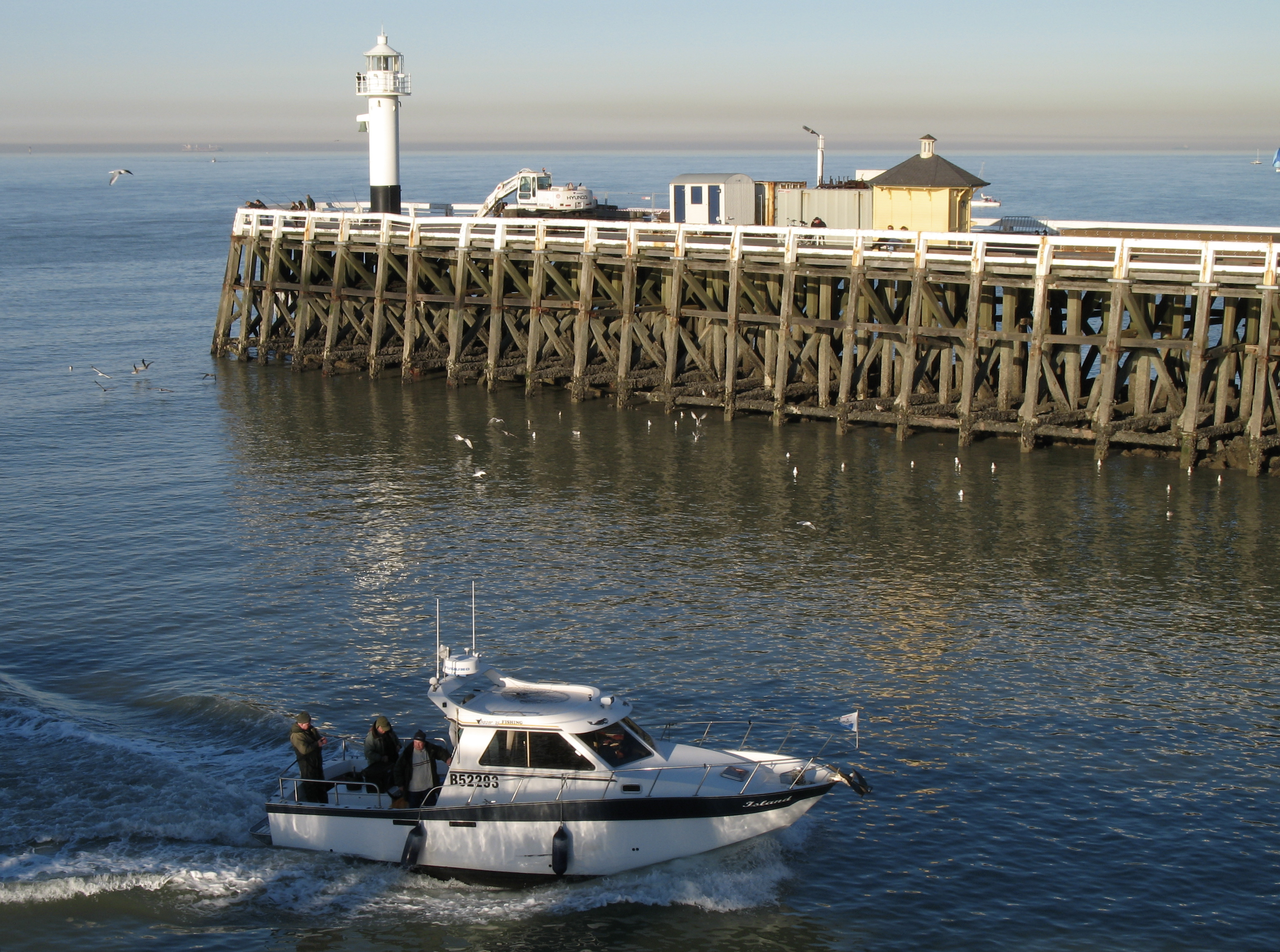
Jetée nord du port de Blankenberge.

Le port de Blankenberge est l'un des ports maritimes belges.

## Lieux et monuments
- Église Saint-Antoine.
- Le phare de Blankenberge.
- Derrière sa jetée-promenade érigée en 1933, la ville cache dans ses ruelles près de 500 maisons de la Belle Époque. Un circuit touristique relie les plus belles.
- Le Sea-Life Marine Park présente dans une trentaine d'aquariums la faune de la mer du Nord et des autres océans
- Stèle de l'IML (International Marching League) célébrant la Tweedaagse Voettocht (Randonnée de deux jours, événement annuel de marche organisé à Blankenberge) accompagné d'un poteau de bois où sont gravés les mots de "Paix" dans plusieurs langues (français, néerlandais, anglais, japonais). Ce monument promeut la marche et la randonnée internationale comme instrument de Paix entre les peuples.
- Le monument à Lippens et De Bruyne
- Les cures thermales

## Personnalités liées à la commune
- Jean de Coninck, résistant ; comme cinq autres jeunes Belges de Blankenberge (Georges Sandelé, René Mestdagh, Camille De Corte, Raymond Marmenout, Louis Dehenauw), il est condamné à mort par la cour martiale allemande siégeant au Faouët (Bretagne). Le 24 juin 1944, ils sont fusillés à Rosquéo, en Lanvénégen. Jean de Coninck n'est que blessé: il s'enfuit sous les tirs. Il est soigné et caché par des habitants et survivra.
- Frans Masereel (1889-1972), graveur sur bois, né à Blankenberge.
- René Lagrou (1904-1969), premier dirigeant de l'Algemeene-SS Vlaanderen durant la Seconde Guerre mondiale.
- Roger Wittevrongel (1933-), peintre, dessinateur et graphiste belge, représentant de l’hyperréalisme.

## Cinéma
Les films Franz (1971), de Jacques Brel, avec Barbara, Isabelle devant le désir (1975) avec Anicée Alvina, Rimbaud Verlaine (Total Eclipse) (1995), avec Leonardo DiCaprio et Le Tout Nouveau Testament (2015), avec Catherine Deneuve, Benoît Poelvoorde et François Damiens, ont notamment été tourné dans la ville (ou du moins en partie).

## Folklore
Grand cortège carnavalesque le dimanche 49 jours avant Pâques, avec de nombreux spectateurs.

## La Plage

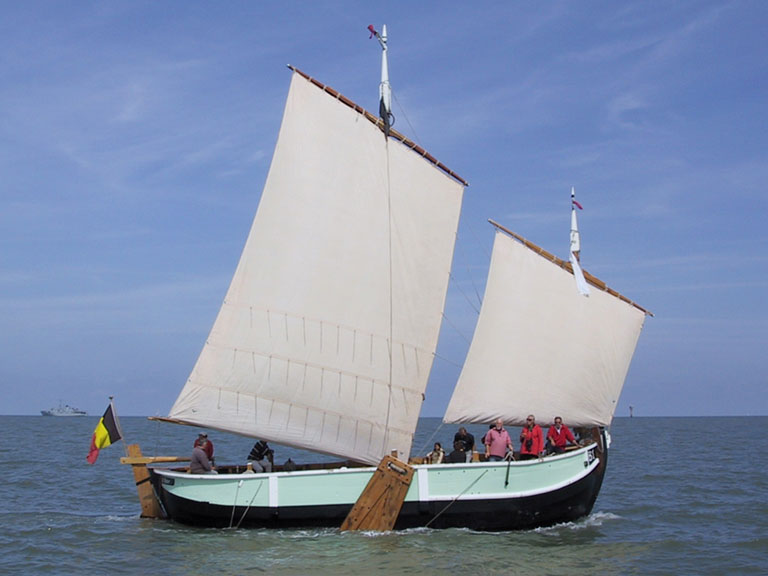
Le scute de Blankenberge.

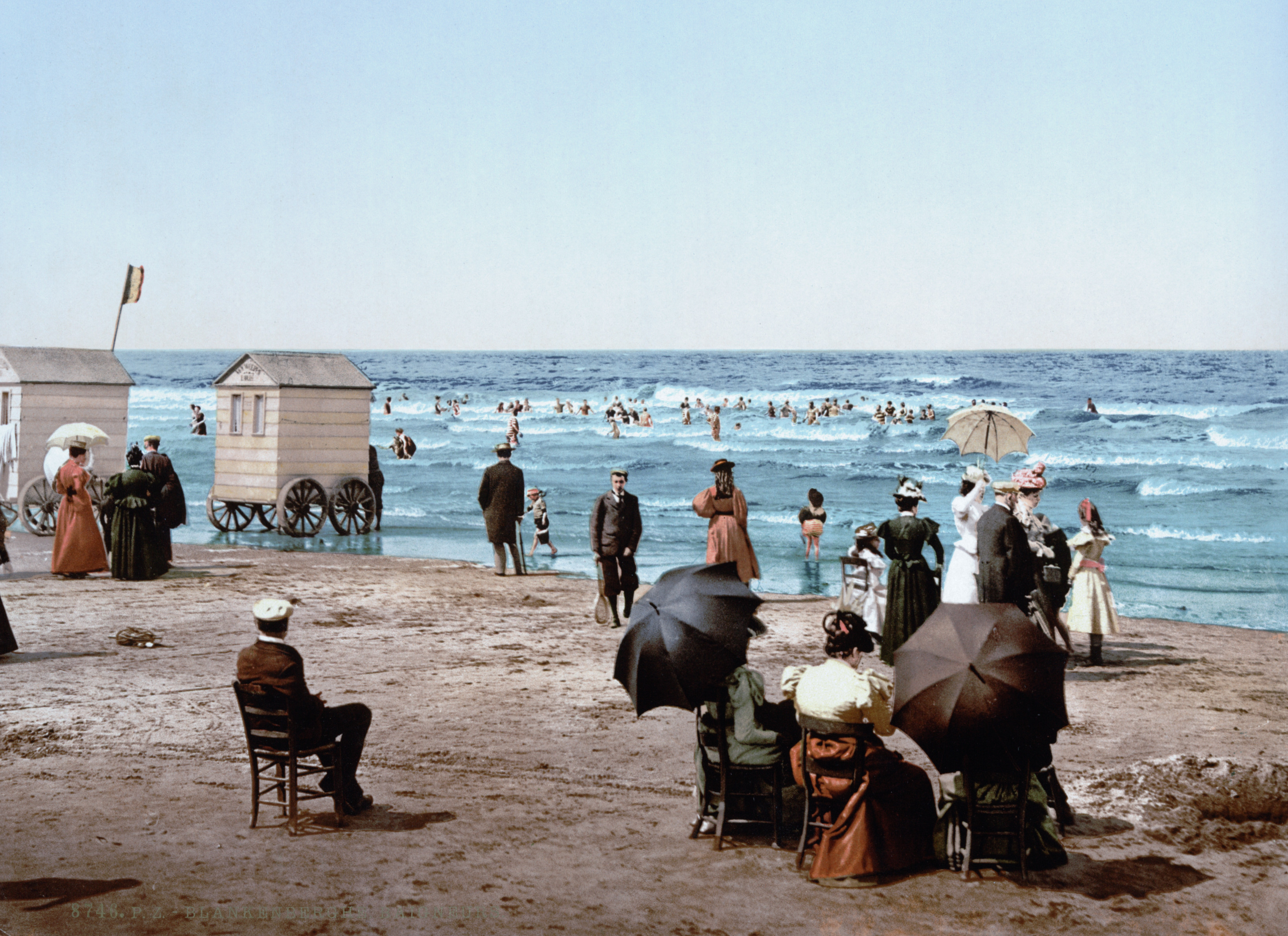
En 1900.
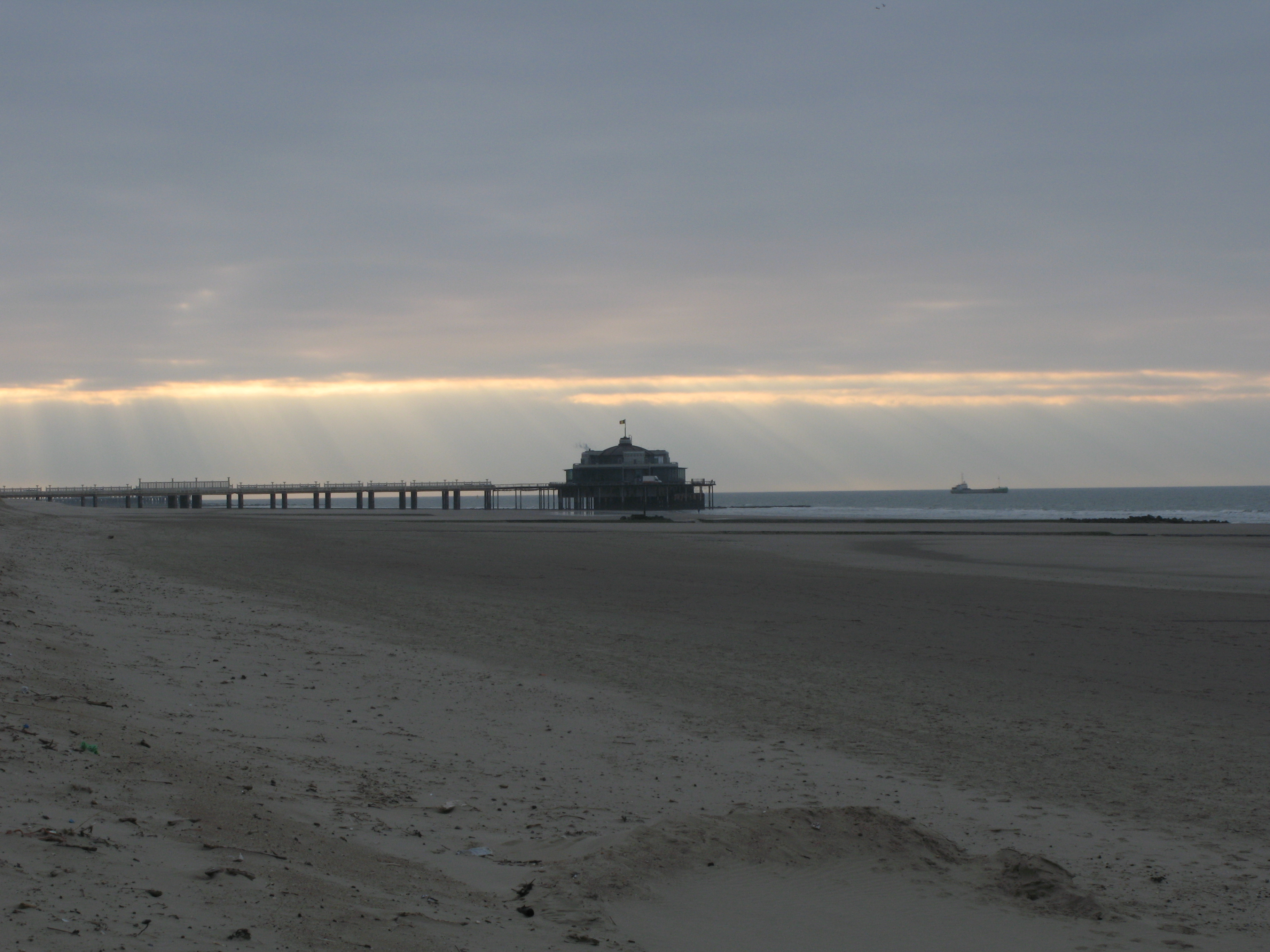
Un restaurant au bord de mer.
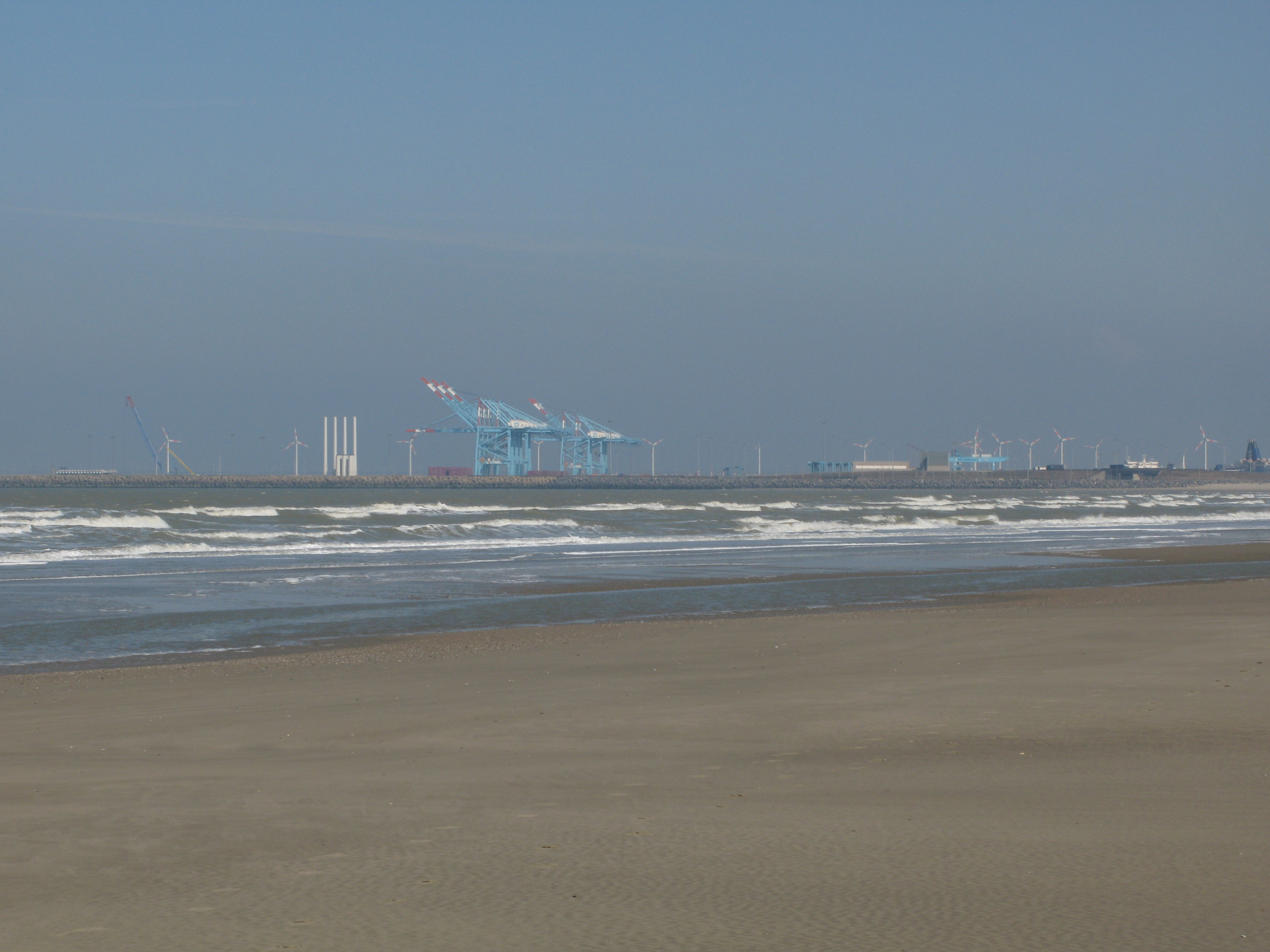
L'autre côté.
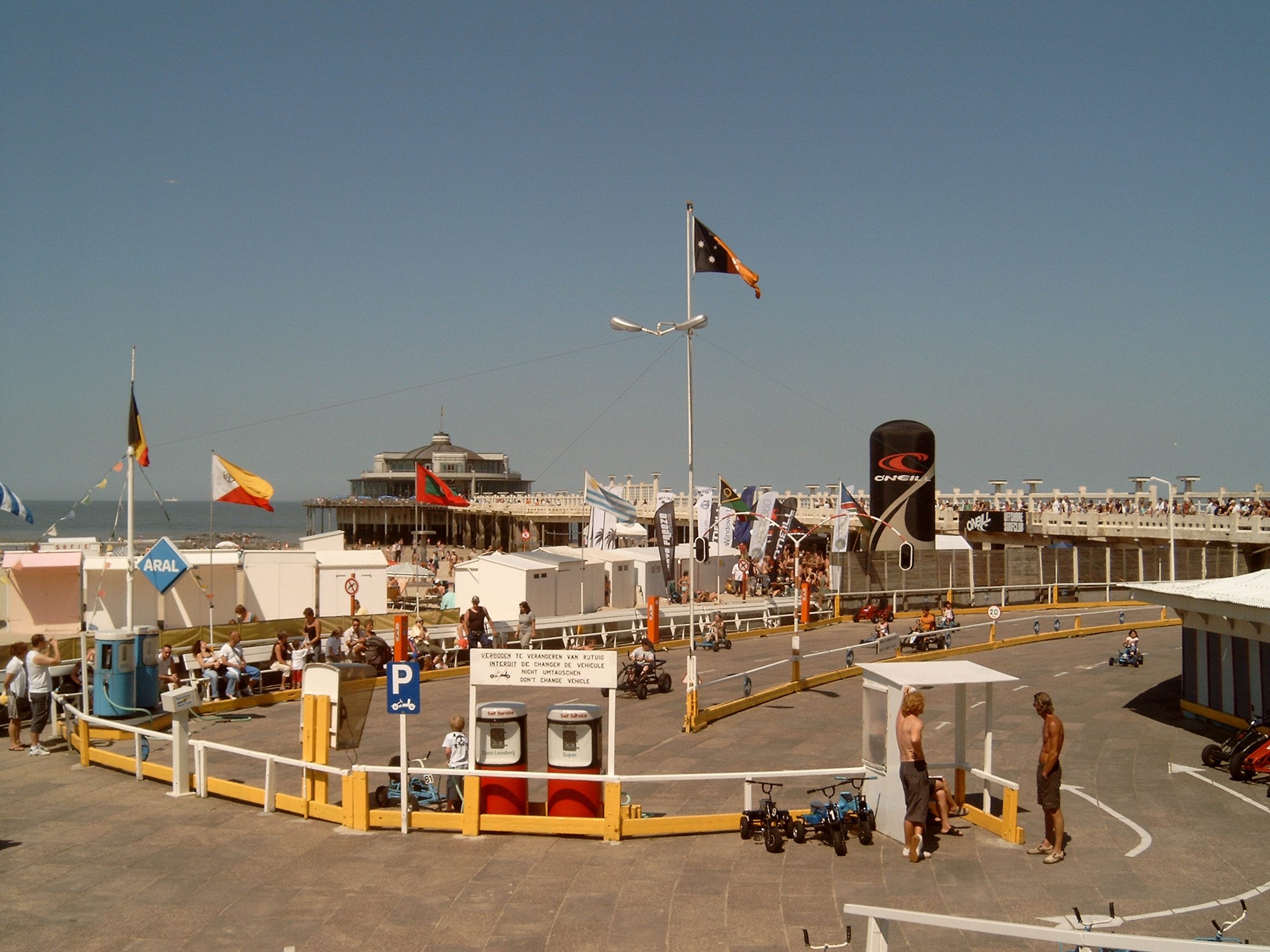
Jetée : pier Oost.